# Nhiệm vụ (trò chơi điện tử)

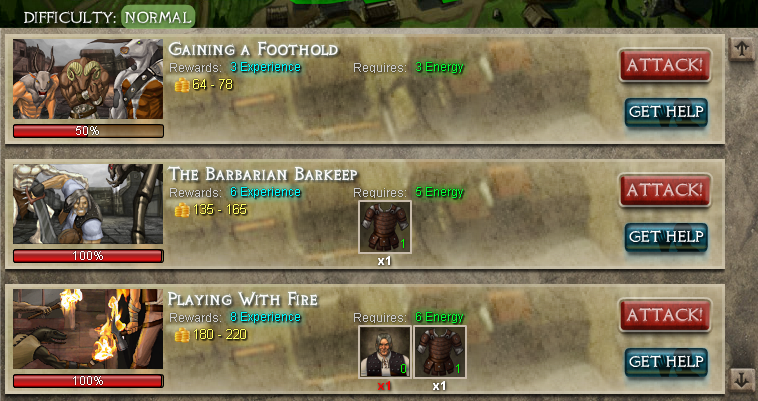
Nhiệm vụ (trò chơi điện tử)

Một nhiệm vụ trong các video game nhập vai—bao gồm trò chơi nhập vai trực tuyến nhiều người chơi (MMORPG) và tiền nhiệm, MUD—là sứ mạng được giao cho các nhân vật mà người chơi điều khiển, một "phe phái" hay một nhóm nhân vật mà khi hoàn thành sẽ được nhận thưởng. Phần thưởng có thể bao gồm gia tăng điểm kinh nghiệm của nhân vật để học các kỹ năng và khả năng mới, hoặc giành được kho báu, tiền trong game như đồng tiền vàng, mở ra các địa điểm hoặc các khu vực mới, hoặc sự kết hợp của bất kỳ yếu tố bên trên.
Nhiệm vụ thường được nhóm lại vào một trong bốn loại: nhiệm vụ giết, nhiệm vụ thu thập, nhiệm vụ vận chuyển và nhiệm vụ hộ tống. Tuy nhiên, nhiệm vụ có thể bao gồm nhiều hơn một sứ mạng, chẳng hạn như thu thập thứ gì đó rồi vận chuyển nó đến đâu đó. Các nhiệm vụ có thể được liên kết với nhau để tạo thành loạt hay chuỗi nhiệm vụ. Cơ chế nhiệm vụ cũng được sử dụng để thúc đẩy câu chuyện hoặc tình tiết bất kỳ có thể có trong trò chơi.
Nhiều loại nhiệm vụ được gọi là "nhiệm vụ phụ". Đây là những nhiệm vụ đặc biệt đi chệch khỏi cốt truyện chính, và thường không cần thiết để hoàn thành trò chơi. Ví dụ như các minigame và chạy việc vặt.